# Aurice
Aurice est une commune du Sud-Ouest de la France, située dans le département des Landes (région Nouvelle-Aquitaine).

## Géographie

### Communes limitrophes
Les communes limitrophes sont  Bas-Mauco, Campagne, Cauna, Haut-Mauco, Le Leuy et Saint-Sever.
| Campagne |             | Haut-Mauco |
| Le Leuy  | Aurice      |            |
| Cauna    | Saint-Sever | Bas-Mauco  |

### Hydrographie
Situé dans le bassin versant de l'Adour, le territoire de la commune est traversé par le fleuve et par deux de ses affluents droit, les ruisseaux du Houniou (qui prend source sur la commune) et de Saint-Jean, ainsi que par le tributaire droit de ce dernier, le ruisseau de Lagourgue.

### Climat
Pour des articles plus généraux, voir Climat de la Nouvelle-Aquitaine et Climat des Landes.
Historiquement, la commune est exposée à un climat océanique aquitain.  
En 2020, Météo-France publie une typologie des climats de la France métropolitaine dans laquelle la commune est exposée à un climat océanique et est dans la région climatique Aquitaine, Gascogne, caractérisée par une pluviométrie abondante au printemps, modérée en automne, un faible ensoleillement au printemps, un été chaud (19,5 °C), des vents faibles, des brouillards fréquents en automne et en hiver et des orages fréquents en été (15 à 20 jours).
Pour la période 1971-2000, la température annuelle moyenne est de 13 °C, avec une amplitude thermique annuelle de 14,2 °C. Le cumul annuel moyen de précipitations est de 1 059 mm, avec 12,2 jours de précipitations en janvier et 7,4 jours en juillet. Pour la période 1991-2020, la température moyenne annuelle observée sur la station météorologique la plus proche, située sur la commune de Mont-de-Marsan à 12 km à vol d'oiseau, est de 13,8 °C et le cumul annuel moyen de précipitations est de 918,1 mm,. Pour l'avenir, les paramètres climatiques de la commune estimés pour 2050 selon différents scénarios d'émission de gaz à effet de serre sont consultables sur un site dédié publié par Météo-France en novembre 2022.

## Urbanisme

### Typologie
Au 1er janvier 2024, Aurice est catégorisée commune rurale à habitat dispersé, selon la nouvelle grille communale de densité à sept niveaux définie par l'Insee en 2022.
Elle est située hors unité urbaine. Par ailleurs la commune fait partie de l'aire d'attraction de Mont-de-Marsan, dont elle est une commune de la couronne,. Cette aire, qui regroupe 101 communes, est catégorisée dans les aires de 50 000 à moins de 200 000 habitants,.

### Occupation des sols

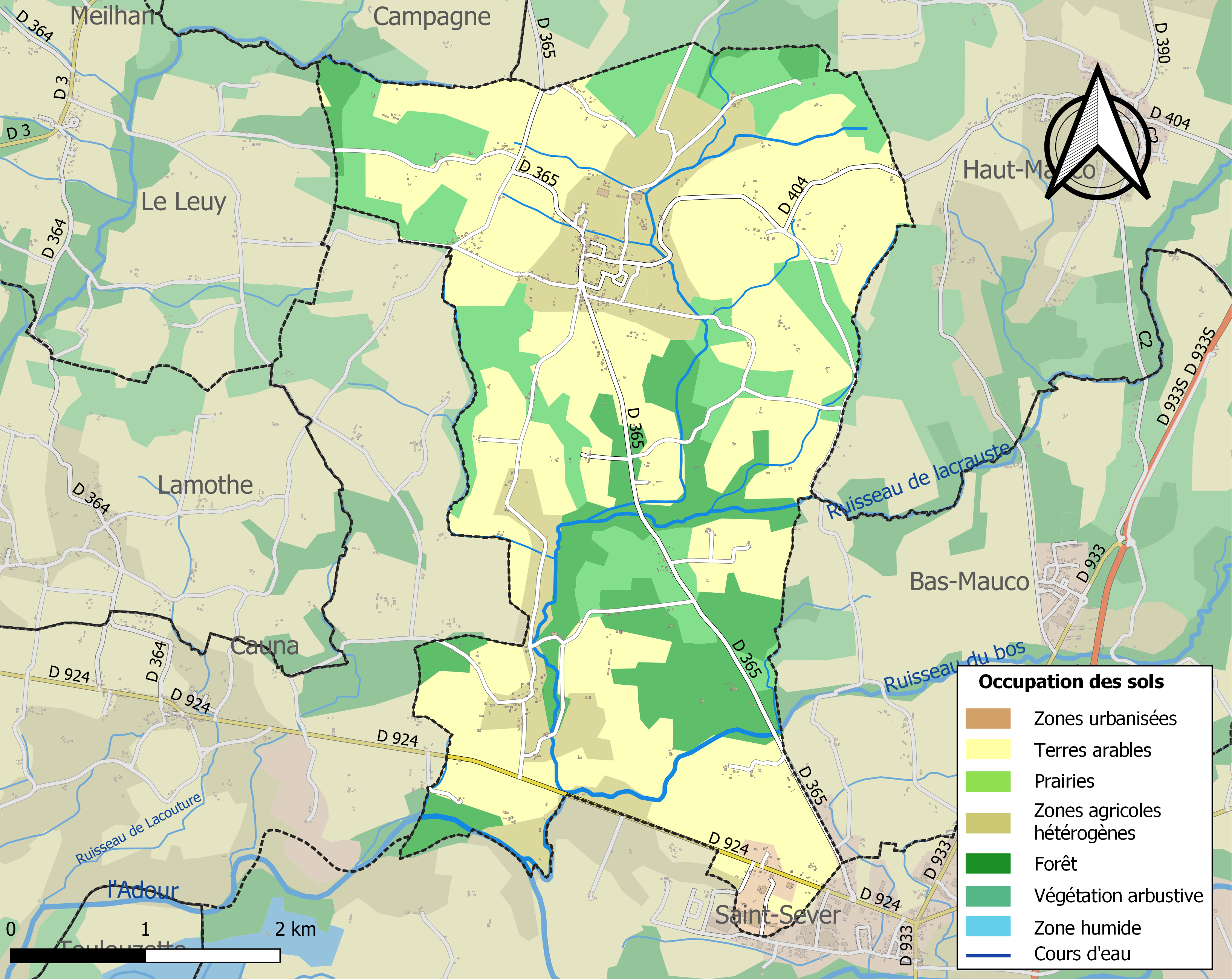
Carte des infrastructures et de l'occupation des sols de la commune en 2018 (CLC).

L'occupation des sols de la commune, telle qu'elle ressort de la base de données européenne d’occupation biophysique des sols Corine Land Cover (CLC), est marquée par l'importance des territoires agricoles (65,4 % en 2018), en augmentation par rapport à 1990 (64,3 %). La répartition détaillée en 2018 est la suivante : terres arables (51,2 %), milieux à végétation arbustive et/ou herbacée (17,9 %), forêts (15,4 %), zones agricoles hétérogènes (14,2 %), zones industrielles ou commerciales et réseaux de communication (1,3 %). L'évolution de l’occupation des sols de la commune et de ses infrastructures peut être observée sur les différentes représentations cartographiques du territoire : la carte de Cassini (XVIIIe siècle), la carte d'état-major (1820-1866) et les cartes ou photos aériennes de l'IGN pour la période actuelle (1950 à aujourd'hui).

### Risques majeurs
Le territoire de la commune d'Aurice est vulnérable à différents aléas naturels : météorologiques (tempête, orage, neige, grand froid, canicule ou sécheresse), inondations, feux de forêts, mouvements de terrains et séisme (sismicité faible). Un site publié par le BRGM permet d'évaluer simplement et rapidement les risques d'un bien localisé soit par son adresse soit par le numéro de sa parcelle.
Certaines parties du territoire communal sont susceptibles d’être affectées par le risque d’inondation par débordement de cours d'eau, notamment l'Adour, le ruisseau du Bos, le ruisseau de Lacrauste et le ruisseau du Moulin de Barris. La commune a été reconnue en état de catastrophe naturelle au titre des dommages causés par les inondations et coulées de boue survenues en 1999, 2009, 2018 et 2020,.
Aurice est exposée au risque de feu de forêt. Depuis le 20 avril 2016, les départements de la Gironde, des Landes et de Lot-et-Garonne disposent d’un règlement interdépartemental de protection de la forêt contre les incendies. Ce règlement vise à mieux prévenir les incendies de forêt, à faciliter les interventions des services et à limiter les conséquences, que ce soit par le débroussaillement, la limitation de l’apport du feu ou la réglementation des activités en forêt. Il définit en particulier cinq niveaux de vigilance croissants auxquels sont associés différentes mesures,.
Les mouvements de terrains susceptibles de se produire sur la commune sont des tassements différentiels.

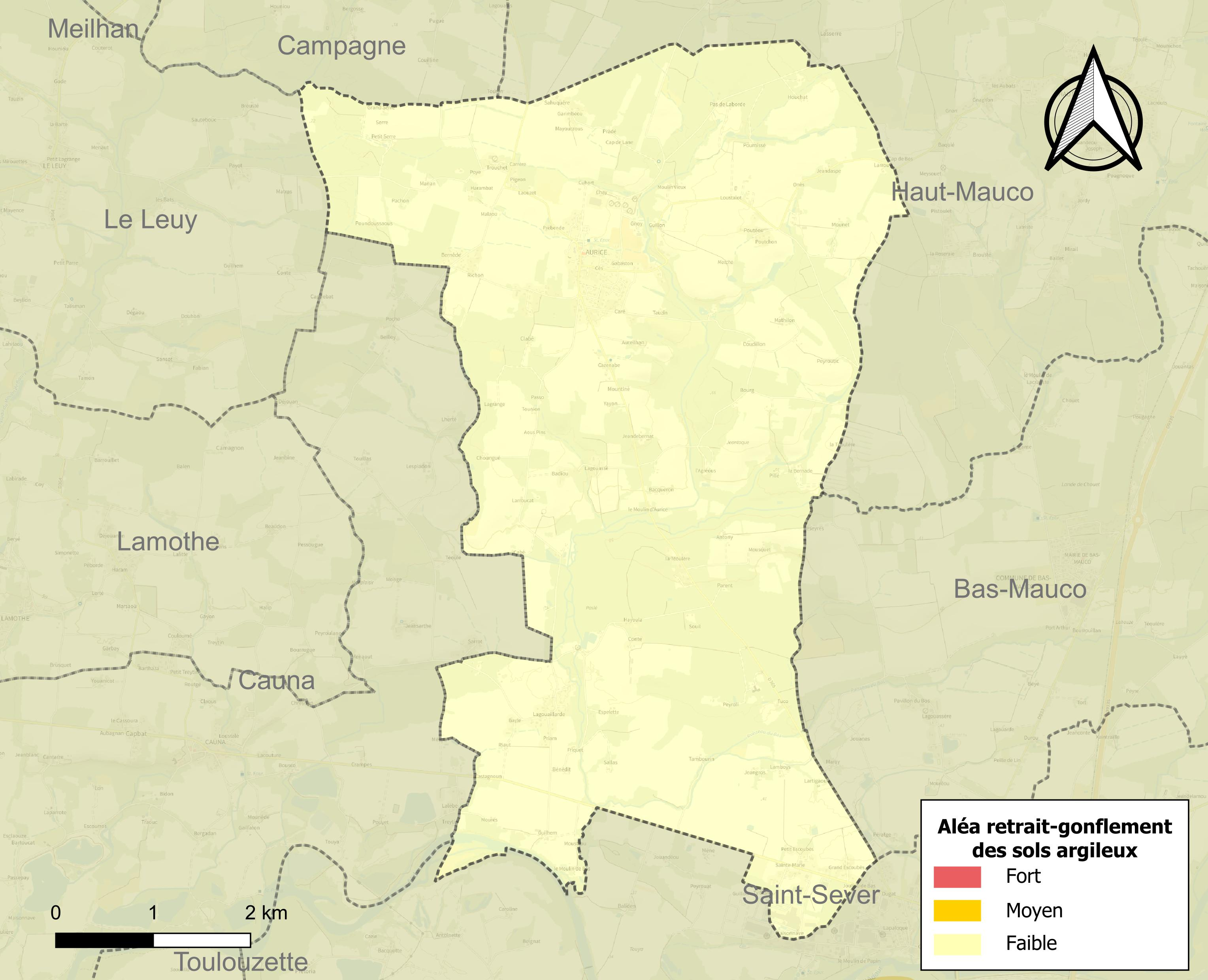
Carte des zones d'aléa retrait-gonflement des sols argileux d'Aurice.

Le retrait-gonflement des sols argileux est susceptible d'engendrer des dommages importants aux bâtiments en cas d’alternance de périodes de sécheresse et de pluie. Aucune partie du territoire de la commune n'est en aléa moyen ou fort (19,2 % au niveau départemental et 48,5 % au niveau national). Sur les 283 bâtiments dénombrés sur la commune en 2019,  aucun n'est en aléa moyen ou fort, à comparer aux 17 % au niveau départemental et 54 % au niveau national. Une cartographie de l'exposition du territoire national au retrait gonflement des sols argileux est disponible sur le site du BRGM,.
Concernant les mouvements de terrains, la commune a été reconnue en état de catastrophe naturelle au titre des dommages causés par des mouvements de terrain en 1999.

## Histoire
Le premier seigneur connu est Anerils vicomte de Sault qui contre-signa l'acte de fondation de l'abbaye de Saint-Sever le 3 avril 1009 de son parent Bernard Guillaume duc de Gascogne.

## Héraldique
"De gueules d'un château d'argent maçonné de sable, ouvert et ajouré du champ, posé sur une terrasse de sinople chargée d'une burèle ondée aussi d'argent, au chef du même chargé d'un lion issant aussi de gueules."
(création : Jean-Joël Picard et Jean-Paul Fernon, adoptée par délibération du conseil municipal du 29 septembre 2006).
Symbole du blason d'Aurice : La partie inférieure représente l'Adour (burèle ondée), et les champs (terrasse de sinople). La partie centrale représente les deux châteaux qui ont donné naissance à la commune : Estignols et Onès (la représentation choisie a été prise sur le blason des de Spens d'Estignols, avec autorisation du baron de Spens d'Estignols). partie supérieure, le lion d'Aquitaine.
Armoiries des barons féodaux de Spens d'Estignols "écartelé : au 1 : d'azur losangé d'or et d'azur alias de gueules fretté d'or qui est Dispensator au chef d'argent chargé de 3 roses de gueules (Lennox) ; au 2: contre-écartelé d'azur au lion d'or armé et lampassé de gueules et de gueules au château à triple tour d'argent maçonné de sable (Sault d'Estignols) ; au 3 contre écartelé gironné de sable et d'or (Campbell) et d'or à 3 fasces ondées de gueules (Drummond) ; sur le tout d'or au lion de gueules armé et lampassé d'azur (Fife)

## Politique et administration

### Liste des maires
| Période                                  | Période  | Identité         | Étiquette | Qualité                    |
| ---------------------------------------- | -------- | ---------------- | --------- | -------------------------- |
| 1977                                     | 2008     | Henri Dauga      |           | Retraité de l'enseignement |
| 2008                                     | 2020     | Francis Cazaux   | PS        | Retraité Police nationale  |
| 2020                                     | En cours | Frédéric Lafitte |           |                            |
| Les données manquantes sont à compléter. |          |                  |           |                            |

### Politique environnementale
Dans son palmarès 2024, le Conseil national de villes et villages fleuris de France a attribué trois fleurs à la commune.

## Démographie
L'évolution du nombre d'habitants est connue à travers les recensements de la population effectués dans la commune depuis 1793. Pour les communes de moins de 10 000 habitants, une enquête de recensement portant sur toute la population est réalisée tous les cinq ans, les populations de référence des années intermédiaires étant quant à elles estimées par interpolation ou extrapolation. Pour la commune, le premier recensement exhaustif entrant dans le cadre du nouveau dispositif a été réalisé en 2005.

En 2022, la commune comptait 629 habitants, en évolution de +2,61 % par rapport à 2016 (Landes : +5,78 %, France hors Mayotte : +2,11 %).
| 1793 | 1800 | 1806 | 1821 | 1831 | 1836 | 1841 | 1846 | 1851 |
| ---- | ---- | ---- | ---- | ---- | ---- | ---- | ---- | ---- |
| 865  | 729  | 813  | 857  | 921  | 931  | 843  | 860  | 878  |

| 1856 | 1861 | 1866 | 1872 | 1876 | 1881 | 1886 | 1891 | 1896 |
| ---- | ---- | ---- | ---- | ---- | ---- | ---- | ---- | ---- |
| 897  | 881  | 943  | 933  | 942  | 867  | 863  | 843  | 786  |

| 1901 | 1906 | 1911 | 1921 | 1926 | 1931 | 1936 | 1946 | 1954 |
| ---- | ---- | ---- | ---- | ---- | ---- | ---- | ---- | ---- |
| 800  | 805  | 768  | 723  | 689  | 694  | 685  | 601  | 615  |

| 1962 | 1968 | 1975 | 1982 | 1990 | 1999 | 2005 | 2006 | 2010 |
| ---- | ---- | ---- | ---- | ---- | ---- | ---- | ---- | ---- |
| 573  | 541  | 543  | 549  | 610  | 627  | 658  | 654  | 645  |

| 2015 | 2020 | 2022 | - | - | - | - | - | - |
| ---- | ---- | ---- | - | - | - | - | - | - |
| 622  | 625  | 629  | - | - | - | - | - | - |

## Culture locale et patrimoine

### Lieux et monuments
- Église Notre-Dame d'Aurice.
- Église Notre-Dame de Lagastet.
- Chapelle Notre-Dame-des-Pins, avec sa fontaine à qui on attribue les pouvoirs de faire marcher les petits enfants, et de réparer des infirmités. C'est pourquoi à ses grilles sont attachées les chaussons d'enfants et les béquilles des personnes ayant bénéficié de ses bienfaits.
- Château d'Estignols, rebâti au XVIIe siècle et son parc remarquable aux essences rares.

### Personnalités liées à la commune
Mossen Arnaud d'ESTIOS ou HESTIHOS alias d'ESTIGNOLS succéda en 1072 à l'abbé Grégoire MONTANER qui avait entrepris la construction de l'abbaye bénédictine de Saint-Sever, dont il sera l'abbé jusqu’en 1107 '(pour certains 1092 qui, de 1092 à 1107 mettent un abbé nommé Suavuis en s'appuyant sur la chronique de l'abbaye rédigée à la fin du XVIe siècle). Sous sa direction, la construction de l’abbaye sera continuée et terminée. Il aura un rôle important dans la consolidation et la construction de la puissance de l’abbaye de Saint-Sever. Il augmentera notamment les possessions de l’abbaye en achetant pour 310 sols toulousains la « villae Morganx » dépendant de la seigneurie Hagetmau et en fondant le castrum et la ville de Mugron en 1074. Pour cela, il inféoda dans le cadre d’un contrat l’autorisation de construire le castrum au bénéfice de Raimond, miles. Ce dernier devait avec ses chevaliers défendre les terres de l’abbaye, à peine de 700 sous morlans d’amende, et devait être « l’homme et le fidèle » de l’abbé. Dans ses obligations en tant que seigneur lige de l’abbé, il doit livrer le château à toute demande de l’Abbé. En contrepartie, il bénéficie de divers avantages : fourniture de nourriture par l’abbé, d’un cheval de 70 sous morlans en temps de guerre ainsi qu’un fief de haubert et le droit de justice du marché de Loubère. Il obtint aussi de nombreux dons pour enrichir l'abbaye et son territoire, peu après son élection, messire Achelin Aner de SAINT-GERMAIN lui fit donation ainsi qu'à l’abbaye bénédictine de la 3e partie de l’église de Saint-Germain d’Este qu’il possédait de droit héréditaire, c'est-à-dire du tiers des prémices, des dîmes et oblations. L’église de Saint-Germain était située de l’autre côté de l’Adour par rapport à la cité de Saint-Sever au lieu appelé le Gleysiau. Il y avait là une caverie féodale avec maison forte au XIe siècle. L’église était appelée Saint-Germain d’Este ou de Sainte-Araile. Elle était annexe de l’église de Sainte-Eulalie de Saint-Sever.
Jean de SPENS d'ESTIGNOLS, baron d'Estignols et Lagastet, maréchal de camps des armées du roi, colonel du régiment de la couronne et chevalier de l'ordre militaire et royal de Saint-Louis, né à Saint-Sever le 18/04/1734 et décédé le 05/04/1810 à Aurice et enterré à Lagastet, lieutenant au régiment d'Auvergne le 22/01/1747, enseigne en 1749, lieutenant en premier le 01/08/1749, capitaine Ccmmandant propriétaire de des compagnies des chasseurs d'Auvergne le 01/09/1755, a fait toutes les campagnes des Flandres en 1747 et 1748, les campagnes de la guerre d'Allemagne ; le 16 octobre 1760, à Clostercamp, il commandait les quatre compagnies de chasseurs d'Auvergne et fut un des officiers qui sauva l'armée française du désastre. Il fut blessé de deux coups de feu au visage et deux à la poitrine, de sa propre compagnie de 50 chasseurs il en perdit 43 (un de ses seconds le shevalier d'Assas capitaine en second, y perdit la vie. Voltaire par ses écrits fit un héros du chevalier d'Assas en lui prêtant une phrase qui en réalité fut prononcée par un caporal des chasseurs dénommé Dubois qui cria « A nous, Auvergne, c’est l’ennemi ! »). Jean de Spens fut à nouveau blessé à Philipingshausen d'un coup de feu en 1761, nommé ayde major le 29/02/1768, major du régiment d'Auvergne le 17/07/1769, major du régiment de la Couronne le 20/12/1769, rang de lieutenant-colonel le 6/11/1771 accordé à la suite des demandes répétées des maréchaux de Broglie, de Castries, du comte de Rochambeau et du marquis d'Avaray, rang de colonel le 24/06/1771, lieutenant-colonel du régiment de la Couronne le 24/06/1780, brigadier des armées du roi le 05/12/1781 avec rang de mestre de camp d'infanterie, maréchal de camps et colonel du régiment de la Couronne le 09/03/1788, chevalier de l'ordre militaire et royal de Saint-Louis en 1762 avec pensions sur l'ordre de 400 livres le 29/01/1779 puis de 500 livres le 22/03/1782 et de 600 livres le 1/07/1788. Retiré du service à la fin de l'année 1788. Emprisonné sous la terreur, car un de ses frères Pierre de Spens d'Estignols, abbé mitré, abbé de l'abbaye de Lahonce et supérieur de l'ordre des prémontrés avait émigré. Relâché sur l'ordre du conventionnel Pierre Laurent Monestier de la Lozère en considération de son civisme et de ses états de service militaires. Monestier de la Lozère le fit rétablir dans ses pensions militaires.
Le baron et homme de lettres Willy de Spens d'Estignols a vécu au château d'Estignols.

### Associations
- PASTOUS ET PASTOURETTES D'AURICE (groupe de danses folkloriques).
- Fusion Basket-ball AURICE, CAUNA et SOUPROSSE.
- Association Des Amis de Lagastet Chapelle Notre-Dame de Lagastet.
- Photo Club d'Aurice Site Internet

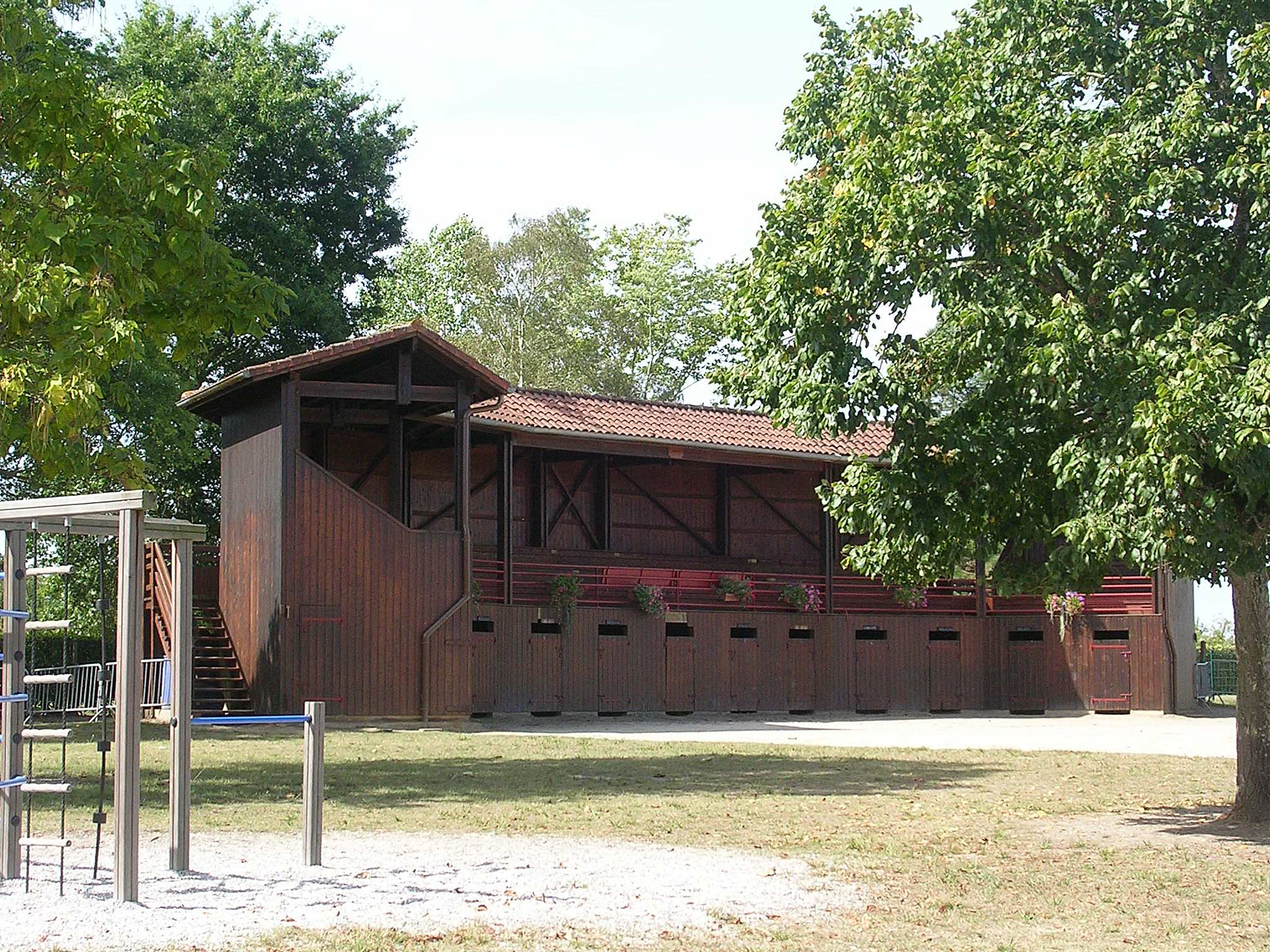
Arènes d'Aurice en bois.
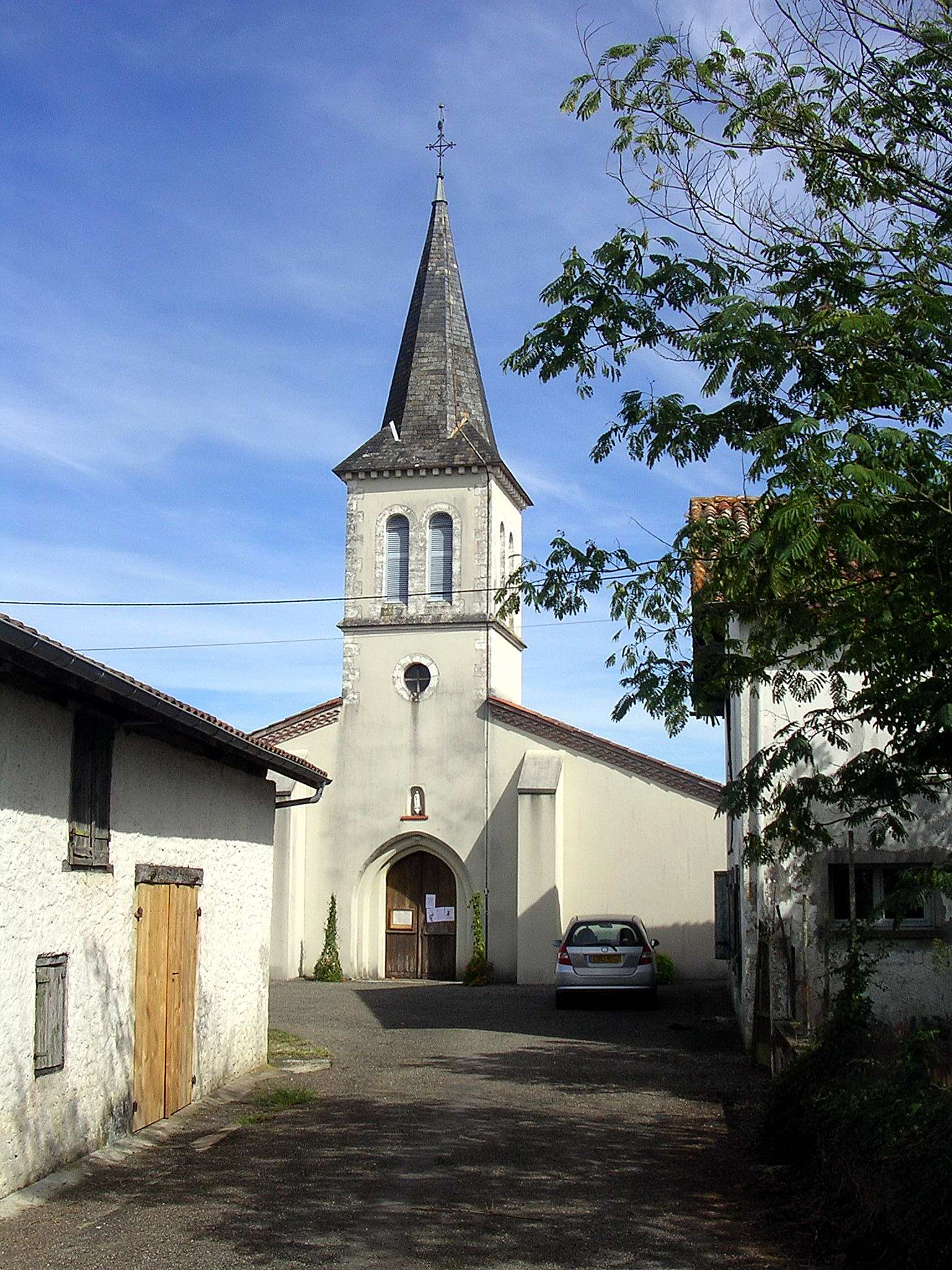
Chapelle Notre-Dame de Lagastet, à Aurice.
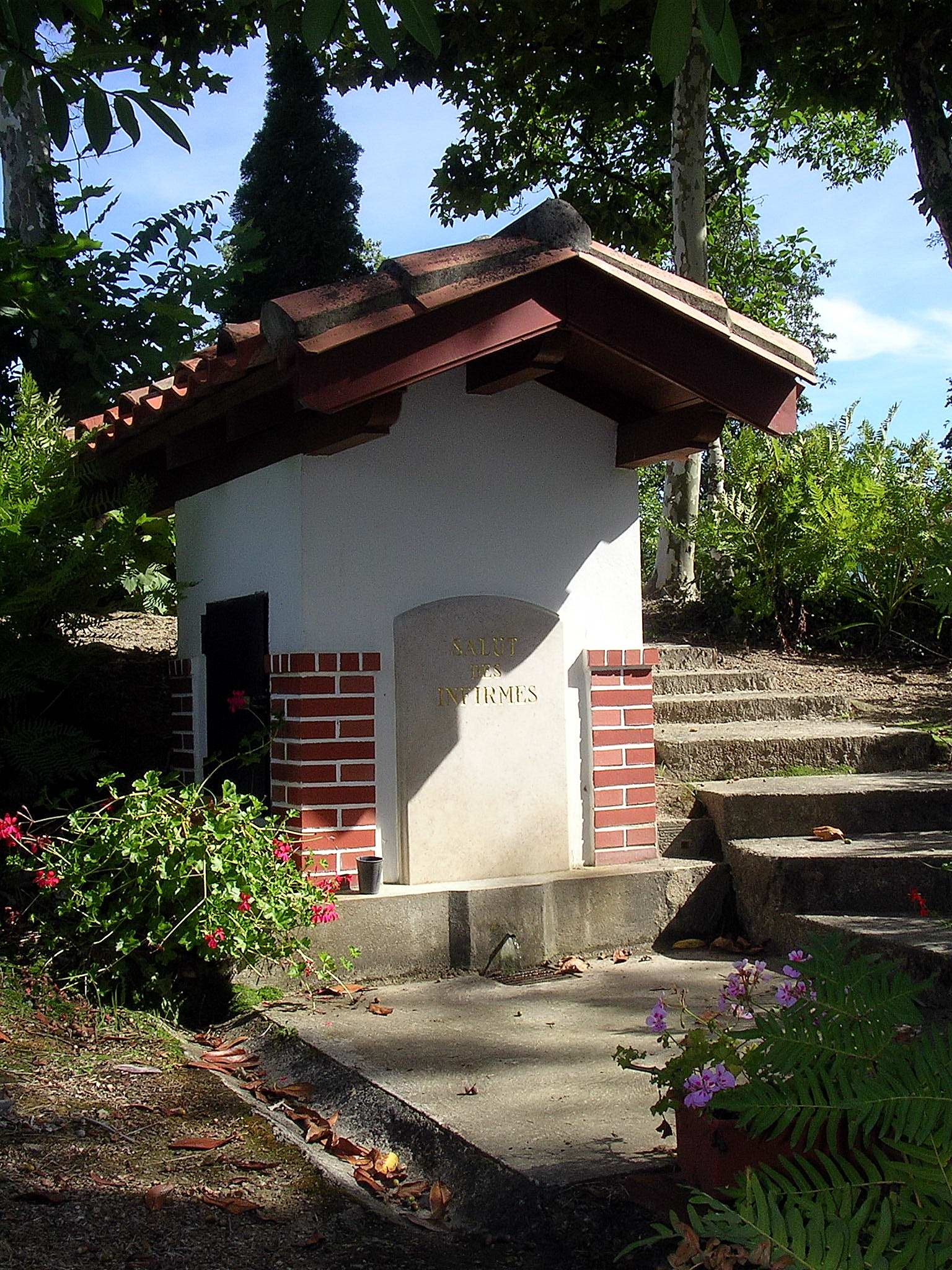
Fontaine Notre-Dame des Pins.
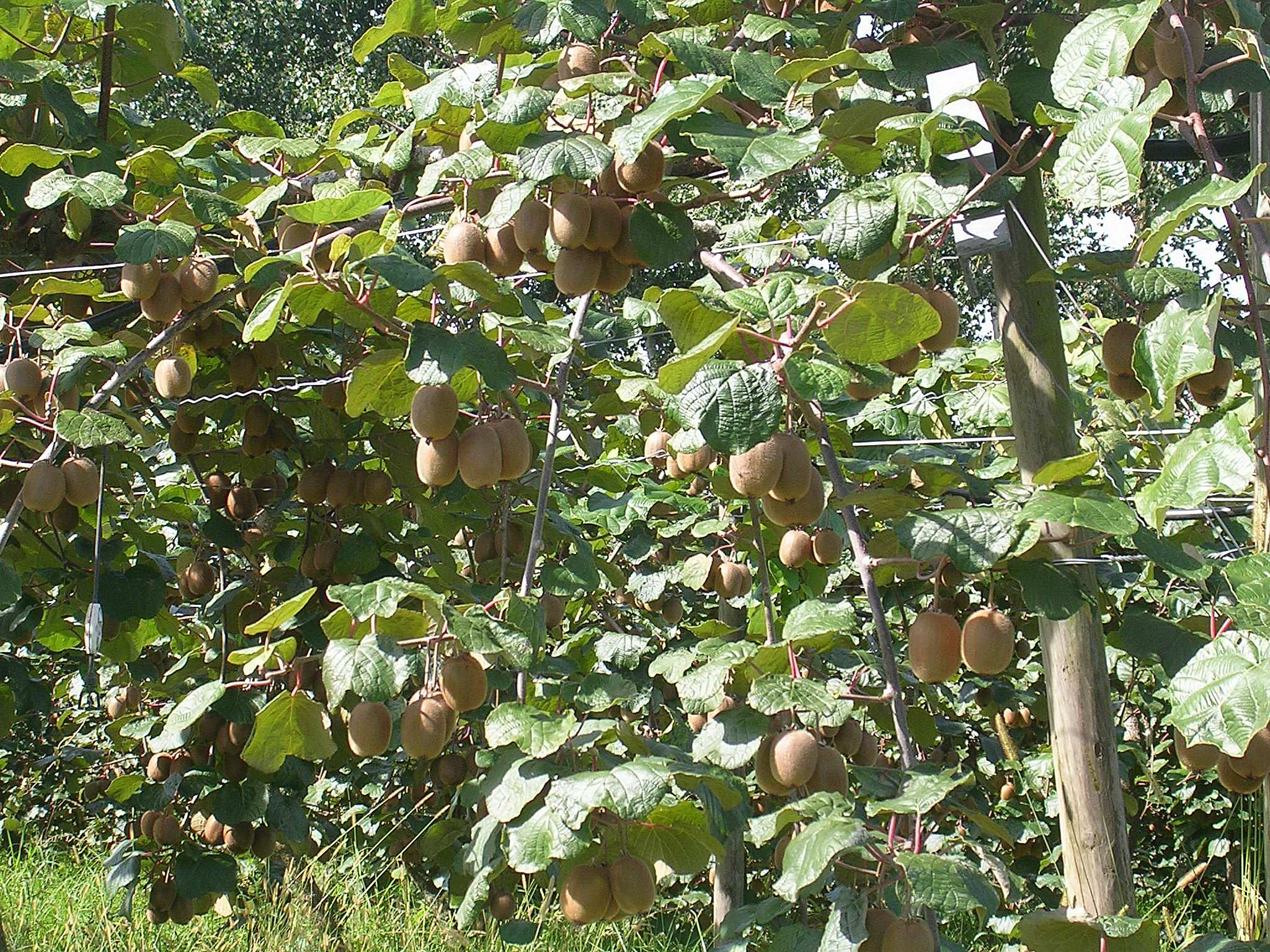
Culture de kiwis de l'Adour à Aurice.